# Магга, Лайла
Лайла Магга, в девичестве Маттссон (швед. Lajla Magga, Mattsson; родилась 4 ноября 1942, Кали, коммуна Оре, Швеция) — детская писательница, пишущая на южносаамском языке, преподаватель и лексикограф, награждённая престижной премией Северных стран «Gollegiella» (2010) за вклад по сохранению и развитию саамских языков.

## Биография
Родилась 4 ноября 1942 года в местечке Кали в коммуне Оре в Швеции, в семье оленеводов Густава Маттссона (Gustaf Edvard Mattson; 1897—1973) и Элины Ларссон (Elin Margareta Larsson; 1887—1973).
Обучалась в университете Осло, где получила квалификацию преподавателя южносаамского языка.
В 1984 году опубликовала свою первую книгу «Maahke ryöknie», а потом и ряд других детских книг, словарей и учебников.
В 1993 году совместно с лингвистом Кнутом Бергсландом опубликовала «Åarjelsaemiendaaroen baakoegaerja/Sydsamisk-norsk ordbok» (Южносаамско-норвежский словарь), а позднее — ряд детских книг и Норвежско-южносаамский словарь.
В 2010 году была награждена премией Северных стран «Gollegiella» за вклад по сохранению и развитию саамских языков. По состоянию на 2010 год вместе с супругом Уле Магга работает над переводом Библии на южносаамский язык и пишет учебник по грамматике южносаамского языка.
Проживает в Кёутукейну в Норвегии.